# Антоніо Девіс
Антоніо Лі Девіс (англ. Antonio Lee Davis, нар. 31 жовтня 1968, Окленд, Каліфорнія, США) — американський професіональний баскетболіст, що грав на позиціях важкого форварда і центрового за низку команд НБА. Гравець національної збірної США. Згодом — баскетбольний оглядач на ESPN.

## Ігрова кар'єра

### Ранні роки
На університетському рівні грав за команду УТЕП (1986–1990), де був партнером по команді Тіма Гардевея.
1990 року був обраний у другому раунді драфту НБА під загальним 45-м номером командою «Індіана Пейсерз». Проте професійну кар'єру розпочав 1990 року виступами у складі грецької команди «Панатінаїкос», за яку грав протягом 2 сезонів.
Згодом виступав за «Філіпс Мілан».

### Індіана Пейсерз
Кар'єру в НБА розпочав 1993 року виступами за клуб, який його задрафтував — «Індіана Пейсерз». Захищав кольори команди з Індіани протягом наступних 6 сезонів. У першому сезоні допоміг команді дійти до фіналу Східної конференції, де «Пейсерз» програли «Нью-Йорк Нікс» з Патріком Юінгом на чолі. Наступного сезону, набираючи 7,6 очка та 6,4 підбирання за матч, допоміг команді пробитися до плей-оф. Там у першому раунді вона обіграла «Атланту», у другому раунді — «Нью-Йорк», але у фіналі Східної конференції програла «Орландо Меджик» з Шакілом О'Нілом та Пенні Гардевеєм.
У сезоні 1997-1998 Девіс зіграв у всіх 82 матчах регулярного сезону, набираючи 9,6 очка та 6,8 підбирання за гру. Індіана, яку очолив Ларрі Берд легко пройшла до плей-оф, де спочатку обіграла «Клівленд» з Шоном Кемпом, а потім — «Нью-Йорк» з Патріком Юінгом. У фіналі Східної конференції зустрілась з «Чикаго», де лідером був Майкл Джордан. У важкій серії з семи матчів перемогла команда з Чикаго.
У наступному сезоні Майкл Джордан завершив кар'єру, тому «Індіана» вважалась одним з претендентів на виграш титулу чемпіона НБА. Команда виграла 33 та програла 17 матчів у сезоні, в яких Девіс набирав 9,4 очка та 7 підбирань. У плей-оф «Пейсерз» обіграли «Мілвокі Бакс», «Філадельфія Севенті-Сіксерс», а у фіналі конференції зустрілись з «Нью-Йорком», якому і програли.

### Торонто Репторз
З 1999 по 2003 рік грав у складі «Торонто Репторз», куди був обміняний на Джонатана Бендера. У Торонто почав грати в основному складі. У першому сезоні допоміг команді вперше в її історії пробитися до плей-оф, де «Репторз» програли «Нью-Йорку». У сезоні 2000-2001 Девіс набирав 13,7 очка та 10,1 підбирання, що дозволило йому бути запрошеним на матч усіх зірок НБА. У плей-оф команда знову зустрілась з «Нью-Йорком», але цього разу виграла. У другому раунді «Торонто» зустрілась з «Філадельфією», у складі якої були Аллен Айверсон та Дікембе Мутомбо, та програла явному фавориту.
У сезоні 2001-2002 набирав 14,5 очка, 9,6 підбирання та 2 блокшота за гру, чим знову допоміг команді пробитися до плей-оф. У першому раунді «Торонто» зустрілось з «Детройт Пістонс» на чолі з зіркою Джеррі Стейкгаусом та фахівцем з підбирань Беном Воллесом. У серії перемогу святкував «Детройт», незважаючи на хорошу гру Девіса, який у матчах з принциповим суперником набирав 17 очок за гру.
У наступному сезоні набирав 13,9 очка та 8,2 підбирання за матч, що не допомогло «Репторз» пробитися до плей-оф.

### Чикаго Буллз
2003 року перейшов до «Чикаго Буллз», у складі якої провів наступні 2 сезони своєї кар'єри. Як ветеран, доповнив молоду команду з такими гравцями як Тайсон Чендлер, Едді Каррі та Кірк Гайнріх. У сезоні 2004-2005 набирав 7 очок та 5,9 підбирання, чим допоміг команді вийти до плей-оф. Там, щоправда, вона вилетіла у першому ж раунді, поступившись «Вашингтону», лідерами якого були Гілберт Арінас, Антуан Джеймісон та Ларрі Г'юз.

### Нью-Йорк Нікс
Наступною командою в кар'єрі гравця була «Нью-Йорк Нікс», куди він був обміняний разом з Каррі на Майкла Світні, Тіма Томаса та Джермейна Джексона.

### Повернення до Торонто Репторз
Останньою ж командою в кар'єрі гравця стала «Торонто Репторз», до складу якої він повернувся у лютому 2006 року в обмін на Джейлена Роуза, драфт-пік першого раунду та фінансову компенсацію. Відіграв за команду з Торонто решту сезону.